# Eufriesea caerulescens
Eufriesea caerulescens är en biart som först beskrevs av Amédée Louis Michel Lepeletier 1841.  Eufriesea caerulescens ingår i släktet Eufriesea, tribus orkidébin, och familjen långtungebin. Inga underarter finns listade.